# سد سیرتا
سد سیرتا (به لاتین: Cirata Dam) یک سد خاکی و نیروگاه برقابی در اندونزی است.